# 猪原誠司
猪原 誠司（いのはら せいじ、1968年2月19日- ）は、日本の警察官僚。警察大学校長。

## 来歴
奈良県奈良市出身。奈良学園中学校・高校を経て、東京大学法学部を卒業後、1991年 (平成3年)、警察庁に入庁。
入庁後、群馬県警察本部刑事部捜査第二課長、神奈川県警察本部刑事部捜査第二課長、京都府警察本部刑事部長、福岡県警察本部暴力団対策部長、警察庁刑事局組織犯罪対策部暴力団対策課長などを歴任。
福岡県警察本部暴力団対策部長在任中、特定危険指定暴力団・工藤会の捜査・対策に携わった。
2016年8月10日、 福井県警察本部長に就任。約1年間の在任中、暴力団の抗争や原発へのテロの対応などに取り組んだ。
その後、警察庁刑事局組織犯罪対策部組織犯罪対策企画課長、警察庁刑事局刑事企画課長、警視庁組織犯罪対策部長、警察庁長官官房審議官(刑事局・犯罪収益対策・調整担当)兼生活安全局付などを歴任。
2021年8月30日、宮城県警察本部長に就任。約1年間の在任中、暴力団対策などに取り組んだ。
2022年9月12日、警察庁刑事局組織犯罪対策部長兼生活安全局付兼刑事局付に就任。
2024年8月5日、警察大学校長に就任。

## 略歴
- 1991年4月-   警察庁入庁[5][10]
- 1994年8月-   群馬県警察本部刑事部捜査第二課長[21]
- 1996年3月-   北海道警察本部捜査第二課長[22]
- 1997年
  - 6月-   国税庁課税部所得税課国税実査官[23]
  - 7月-   国税庁彦根税務署長[24][25]
- 1998年7月-    警察庁刑事局暴力団対策部暴力団対策第一課課長補佐[26]
- 2002年8月-    神奈川県警察本部刑事部捜査第二課長[27]
- 2004年4月-    警察庁刑事局組織犯罪対策部企画分析課課長補佐[28]
- 2008年8月-    京都府警察本部刑事部長[29]
- 2010年9月-    警察庁刑事局刑事企画課情報分析支援室長[30]
- 2012年
  - 2月-  福岡県警察本部福岡市警察部長兼暴力団対策部長[31]
  - 4月-  福岡県警察本部暴力団対策部長 (任警視長)[32]
- 2014年8月-   警察庁刑事局組織犯罪対策部暴力団対策課長[33][34]
- 2016年8月-   福井県警察本部長[12][13]
- 2017年8月-   警察庁刑事局組織犯罪対策部組織犯罪対策企画課長[35][36]
- 2018年7月-   警察庁刑事局刑事企画課長[37][38]
- 2019年7月-   警視庁組織犯罪対策部長[39][40][注釈 1]
- 2020年8月-   警察庁長官官房審議官(刑事局・犯罪収益対策・調整担当)兼生活安全局付[42][43]
- 2021年8月-   宮城県警察本部長[15][16]
- 2022年9月-   警察庁刑事局組織犯罪対策部長兼生活安全局付兼刑事局付[17][18]
- 2024年8月-   警察大学校長[19][20]